# Seogi

Seogi (în coreeană: 서기/ 書記) este o carte despre istoria regatului Baekje (18 î.Hr. - 660 d.Hr.) A fost scrisă de Go Heung în timpul domniei regelui Geunchogo (septembrie 346 - noiembrie 375). Cartea s-a pierdut și nu mai există în prezent, dar o mare parte din informațiile prezente în aceasta au fost consemnate în cărțile istorice ulterioare.